# Якуанкер
Якуанкер (исп. Yacuanquer) — город и муниципалитет на юго-западе Колумбии, на территории департамента Нариньо. Входит в состав Центральной провинции.

## История
Поселение, из которого позднее вырос город, было основано Лоренсо де Альданой 10 октября 1539 года. Муниципалитет Якуанкер был выделен в отдельную административную единицу в 1933 году.

## Географическое положение

Муниципалитет Якуанкер

Город расположен в восточной части департамента, в горной местности Центральной Кордильеры, к юго-западу от вулкана Галерас, на расстоянии приблизительно 13 километров к юго-западу от города Пасто, административного центра департамента. Абсолютная высота — 2708 метров над уровнем моря.
Муниципалитет Якуанкер граничит на севере с территорией муниципалитета Консака, на востоке — с муниципалитетом Тангуа, на юге — с муниципалитетом Фунес, на юго-западе — с муниципалитетом Имуэс, на западе — с муниципалитетом Гуайтарилья. Площадь муниципалитета составляет 111 км².

## Население
По данным Национального административного департамента статистики Колумбии, совокупная численность населения города и муниципалитета в 2015 году составляла 10 968 человек.
Динамика численности населения муниципалитета по годам:
| 2005 | 2006   | 2007   | 2008   | 2009   | 2010   | 2011   | 2012   | 2013   | 2014   | 2015   |
| ---- | ------ | ------ | ------ | ------ | ------ | ------ | ------ | ------ | ------ | ------ |
| 9965 | 10 070 | 10 177 | 10 275 | 10 379 | 10 477 | 10 582 | 10 678 | 10 779 | 10 883 | 10 968 |

Согласно данным переписи 2005 года мужчины составляли 49,3 % от населения Якуанкера, женщины — соответственно 50,7 %. В расовом отношении белые и метисы составляли 99,7 % от населения города; негры, мулаты и райсальцы — 0,3 %.
Уровень грамотности среди всего населения составлял 86 %.

## Экономика
Основу экономики Якуанкера составляет сельское хозяйство.
62 % от общего числа городских и муниципальных предприятий составляют предприятия торговой сферы, 29,1 % — предприятия сферы обслуживания, 8,9 % — промышленные предприятия.

## Транспорт
Через город проходит национальное шоссе № 25 (исп. Ruta Nacional 25).